# Robert Plot

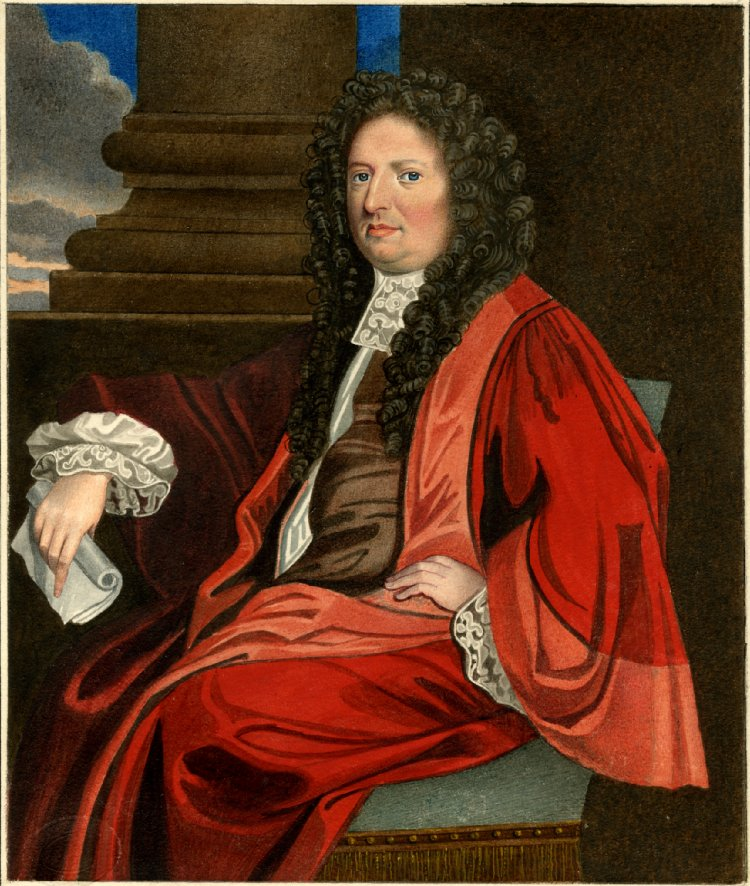
Robert Plot

Robert Plot (* 13. Dezember 1640 in Borden, Kent, England; † 30. April 1696 in Sutton Barne, Borden), auch Robert Plott, war ein englischer Naturforscher, Professor der Chemie an der Universität Oxford und der erste Kustos des Ashmolean Museum.

## Leben und Wirken
Robert Plot war der Sohn des gleichnamigen Robert Plot of Sutton Baron (oder Barne) und dessen Frau Rebecca, die eine Tochter von Thomas Platenden (oder Pedenden) of Borden war. Er wurde 1640 geboren. und besuchte die Free School in Wye, Kent. Plot studierte an der Magdalen Hall in Oxford; er erhielt 1661 den B.A., 1664 den M.A. sowie 1671 den BCL und den DCL.
Er ist vor allem als Forscher nach Kuriositäten bekannt geworden und schrieb eine Naturgeschichte von Oxfordshire sowie eine Naturgeschichte von Staffordshire. Im Dezember 1677 wurde er aufgrund seiner Forschung über Mineralien Mitglied der Royal Society; von 1682 bis 1684 war er deren Sekretär und ab 1682 Mitherausgeber der Philosophical Transactions dieser Gesellschaft. Seine Naturgeschichte von Oxfordshire (1677) enthält die ersten bekannten Abbildungen von Dinosaurierknochen, die er allerdings für Knochen eines Riesen hielt.
Plot war von 1683 bis 1690 First Keeper des Ashmolean Museum. Ab 1683 war er Professor für Chemie an der Universität Oxford. 1687 wurde er Sekretär des Earl Marshal, Henry Howard, 7th Duke of Norfolk; im gleichen Jahre wurde er Registrar of the Court of Chivalry. 1688 wurde er Historiographer Royal, 1694 Mowbray Herald Extraordinary.
Im Bereich der Chemie forschte er nach einem universellen Lösungsmittel, das er aus Weingeist herstellen wollte, und glaubte, die Medizin sei auf die Alchemie angewiesen. Ab 1686 wandte er sich der Archäologie zu, interpretierte jedoch Funde aus römischer Zeit als sächsischen Ursprungs. Er interessierte sich vor allem für das Außergewöhnliche; so erforschte er die Eigenschaften der Luft anhand von Echos, untersuchte Mineralwasserquellen und erkannte die Stratifizierung von Erdschichten. Funde von fossilen Muscheln und andere Fossilien erklärte er als zufällige Ansammlungen von mineralischen Kristallen, und er meinte, dass Quellen auch durch unterirdische Kanäle mit Seewasser gespeist werden könnten.
Plot heiratete Rebecca, Witwe von Henry Burton und Tochter von Ralph Sherwood, einem Lebensmittelhändler in London. Er starb am 30. April 1696 an Konkrementen und wurde an der Kirche von Borden bestattet.

## Werke (Auswahl)
- The natural History of Oxford-shire. Being an essay towards the Natural History of England. Oxford 1677, doi:10.5962/bhl.title.23488 (Digitalisat, Biodiversity Heritage Library)
- The natural history of Stafford-shire. Oxford 1686, Digitalisat (GoogleBooks), HTML-Version (Early English Books)
- De Origine Fontium, Tentamen Philosophicum. In praelectione habita coram Societate Philosophica nuper Oxonii instituta ad Scientiam naturalem promovendam. Sheldon, Oxford, 1685